# Roodpootschildwants
De roodpootschildwants (Pentatoma rufipes), soms ook boswants genoemd, is een 11 tot 15 millimeter lange wants uit de familie van de schildwantsen (Pentatomidae). 

## Uiterlijk
De roodpootschildwants is te onderscheiden van andere schildwantsen door zijn halsschild, dat bijna rechthoekig is; zijn 'schouders' zijn vierkant. Zijn kleur is donkerbruin; zijn achterlijf is zo goed als zwart en het uiteinde van zijn rugschild heeft een kenmerkende, lichte top. De larven zijn geel met donkere vlekken.

## Verspreiding en habitat
De soort komt verspreid over Europa maar ook in West-Azië en Noord-Afrika. De wants is in Nederland en België algemeen. De imago is te zien van juli tot december; de soort overwintert als larve. De meeste boomwantsen overwinteren als volwassene. De roodpootschildwants eet van diverse loofbomen, vooral eiken. In boomgaarden kan dit insect soms talrijk voorkomen; dan meestal op zoete kers. Soms valt het ook andere insecten aan, maar het voedt zich hoofdzakelijk met plantensappen.

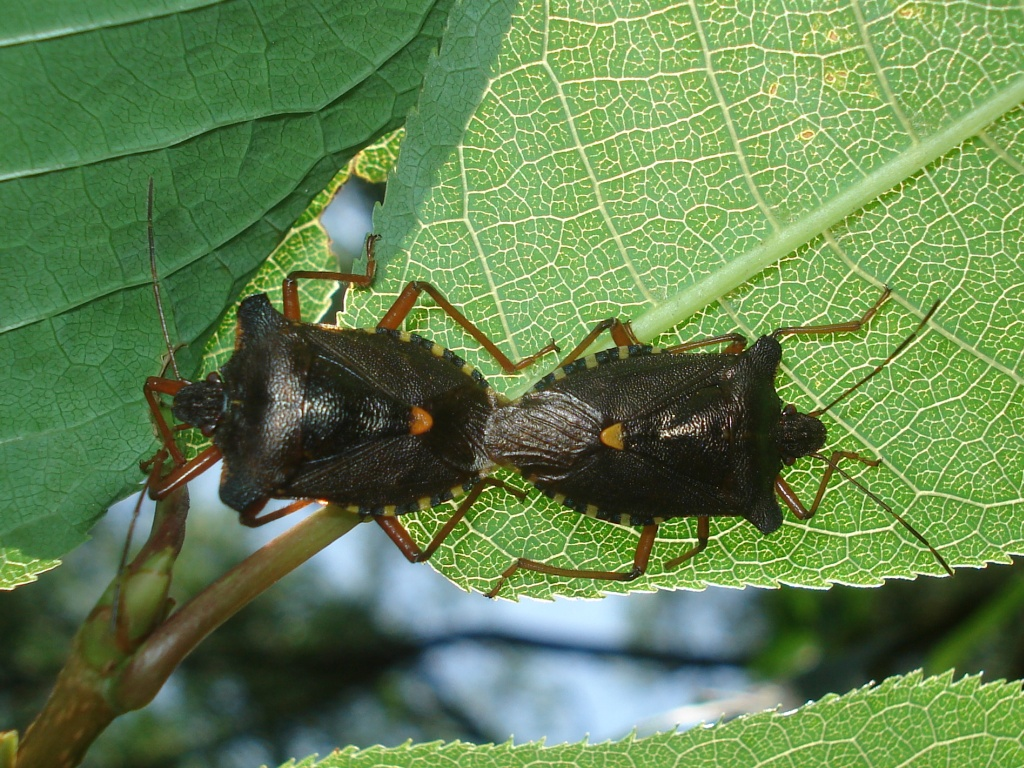
paring
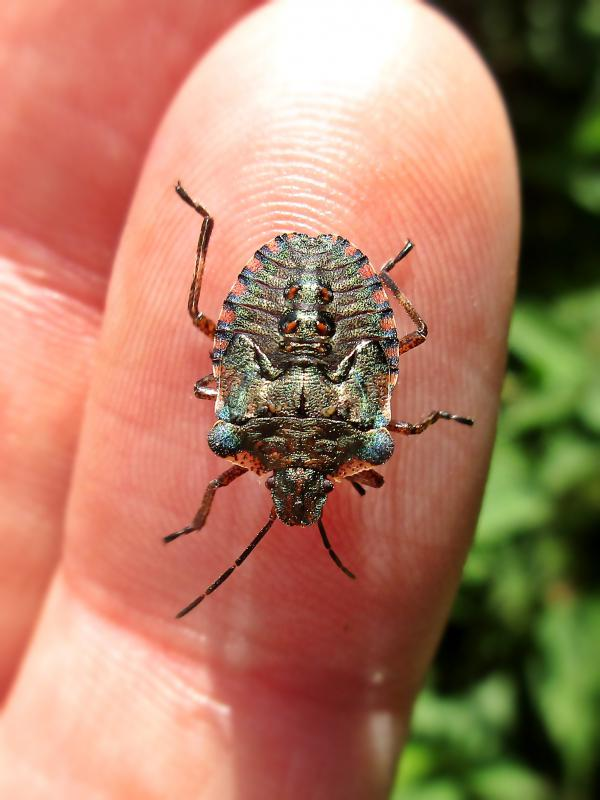
nimf
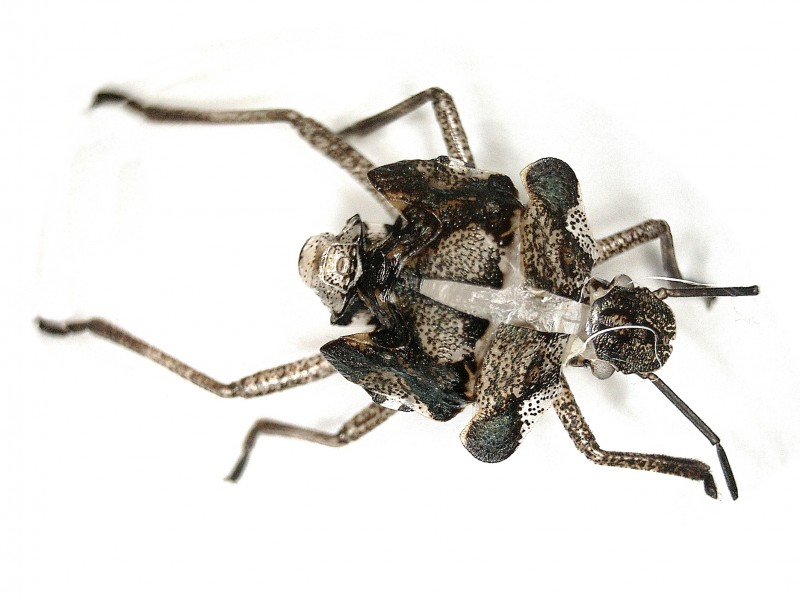
exuvium